# Raków Częstochowa
Raków Częstochowa ist ein Fußball- und Sportverein aus dem Stadtteil Raków der polnischen Stadt Częstochowa (deutsch Tschenstochau) in der Woiwodschaft Schlesien. Seit der Saison 2019/20 tritt Raków Częstochowa in der Ekstraklasa, der höchsten polnischen Spielklasse, an. In der Saison 2022/23 konnte die Mannschaft erstmals die Meisterschaft gewinnen. Raków Częstochowa trägt seine Heimspiele im Miejski Stadion Piłkarski Raków mit 5.500 Plätzen aus.

## Geschichte
Der Sportklub wurde 1921 unter dem Namen Racovia in der Arbeitersiedlung Raków, die 1928 nach Częstochowa eingemeindet wurde, gegründet. Die traditionellen Teamfarben sind rot-blau. In den 1990ern spielte Raków vier Jahre in der Ekstraklasa, Polens höchster Fußballliga – die beste Platzierung war ein 8. Platz in der Saison 1995/96. 1998 stieg der Verein jedoch wieder ab, es folgten einige Jahre in unteren Ligen. 
2014 übernahm Michał Świerczewski, ein in Częstochowa aufgewachsener Unternehmer, den zu dem Zeitpunkt drittklassigen Klub mit der Absicht, ihn wieder in die oberste Liga zu führen. In der Saison 2014/2015 verpasste der Verein den Aufstieg in die 1. Liga (zweite polnische Spielklasse hinter der Ekstraklasa) allerdings noch, da er aufgrund des direkten Vergleichs punktgleich Vierter hinter Rozwój Katowice wurde und somit in der Relegation antreten musste, wo er aufgrund der Auswärtstorregel knapp an Pogoń Siedlce scheiterte. 2016 stellte Eigentümer Świerczewski dann mit Marek Papszun einen bisherigen Lehrer und Amateurtrainer als Cheftrainer an, was sich als wahrer Coup herausstellte: In der Saison 2016/17 gelang nach vielen Jahren in unterklassigen Ligen die Rückkehr in die 1. Liga und bereits zwei Jahre später sicherte sich Raków vier Spieltage vor Saisonende den Aufstieg in die Ekstraklasa.
In der Saison 2020/21 gelang Raków mit dem Sieg im polnischen Fußballpokal sein bislang größter Vereinserfolg. Nach Siegen über Lech Posen im Viertelfinale und KS Cracovia im Halbfinale sicherte der Verein sich mit einem 2:1-Finalsieg über den Zweitligisten Arka Gdynia den Titel. In der Liga erreichte man hingegen im Jahr des 100-jährigen Jubiläums mit dem zweiten Platz in der Ekstraklasa die bisher beste Platzierung der Vereinsgeschichte. Diese Erfolge konnten in der Saison 2021/2022 wiederholt werden: Mit einem 3:1-Finalsieg über Lech Posen wurde der Pokalsieg verteidigt und auch in der Liga fand sich Raków erneut auf dem zweiten Platz wieder.
In der Saison 2022/23 erreichte Raków einen weiteren Meilenstein. Trotz einer 0:1-Niederlage bei Korona Kielce stand der Gewinn der polnischen Meisterschaft am 31. Spieltag, also drei Spieltage vor Saisonende, fest. Dies war der erste Meistertitel in der 102-jährigen Vereinsgeschichte. Somit wird der Verein in der Saison 2023/24 erstmals an der Qualifikation für die UEFA Champions League teilnehmen. Der polnische Fußballpokal konnte allerdings nicht verteidigt werden, die Mannschaft verlor das Endspiel im Elfmeterschießen gegen Legia Warschau mit 5:6. Zuvor waren keine Tore gefallen.

## Erfolge
- Polnischer Meister: 2023
- Polnischer Vizemeister: 2021, 2022, 2025
- Polnischer Pokalsieger: 2021, 2022
- Polnischer Pokalfinalist: 1967, 2023
- Polnischer Supercupsieger: 2021, 2022
- Polnischer Supercupfinalist: 2023

## Europapokalbilanz
| Saison  | Wettbewerb                    | Runde                  | Gegner             | Gesamt          | Hin     | Rück          |
| ------- | ----------------------------- | ---------------------- | ------------------ | --------------- | ------- | ------------- |
| 2021/22 | UEFA Europa Conference League | 2. Qualifikationsrunde | Sūduva Marijampolė | 0:0 (4:3 i. E.) | 0:0 (A) | 0:0 n. V. (H) |
| 2021/22 | UEFA Europa Conference League | 3. Qualifikationsrunde | Rubin Kasan        | 1:0             | 0:0 (H) | 1:0 n. V. (A) |
| 2021/22 | UEFA Europa Conference League | Play-offs              | KAA Gent           | 1:3             | 1:0 (H) | 0:3 (A)       |
| 2022/23 | UEFA Europa Conference League | 2. Qualifikationsrunde | FK Astana          | 6:0             | 5:0 (H) | 1:0 (A)       |
| 2022/23 | UEFA Europa Conference League | 3. Qualifikationsrunde | Spartak Trnava     | 3:0             | 2:0 (A) | 1:0 (H)       |
| 2022/23 | UEFA Europa Conference League | Play-offs              | Slavia Prag        | 2:3             | 2:1 (H) | 0:2 n. V. (A) |
| 2023/24 | UEFA Champions League         | 1. Qualifikationsrunde | FC Flora Tallinn   | 4:0             | 1:0 (H) | 3:0 (A)       |
| 2023/24 | UEFA Champions League         | 2. Qualifikationsrunde | Qarabağ Ağdam      | 4:3             | 3:2 (H) | 1:1 (A)       |
| 2023/24 | UEFA Champions League         | 3. Qualifikationsrunde | Aris Limassol      | 3:1             | 2:1 (H) | 1:0 (A)       |
| 2023/24 | UEFA Champions League         | Play-offs              | FC Kopenhagen      | 1:2             | 0:1 (H) | 1:1 (A)       |
| 2023/24 | UEFA Europa League            | Gruppenphase           | Atalanta Bergamo   | 0:6             | 0:2 (A) | 0:4 (H)       |
| 2023/24 | UEFA Europa League            | Gruppenphase           | Sturm Graz         | 1:1             | 0:1 (H) | 1:0 (A)       |
| 2023/24 | UEFA Europa League            | Gruppenphase           | Sporting Lissabon  | 2:3             | 1:1 (H) | 1:2 (A)       |
| 2025/26 | UEFA Conference League        | 2. Qualifikationsrunde | MŠK Žilina         | 6:1             | 3:0 (H) | 3:1 (A)       |
| 2025/26 | UEFA Conference League        | 3. Qualifikationsrunde | Maccabi Haifa      | 2:1             | 0:1 (H) | 2:0 (A)       |
| 2025/26 | UEFA Conference League        | Play-offs              | Arda Kardschali    | -:-             | -:- (H) | -:- (A)       |

Gesamtbilanz: 30 Spiele, 16 Siege, 6 Unentschieden, 8 Niederlagen, 36:24 Tore (Tordifferenz +12)

## Namensänderungen
- 1921–1927: Klub Sportowo-Footballowy Racovia
- 1927–2002: RKS Raków Częstochowa
- 2002 – 1. Juli 2011: KS Raków Częstochowa
- seit 1. Juli 2011: RKS Raków Częstochowa SA

## Aktueller Kader 2024/25
(Stand: 5. Oktober 2024)
| Nr. |              | Position | Name                 |
| --- | ------------ | -------- | -------------------- |
| 1   | Polen        | TW       | Kacper Trelowski     |
| 2   | Polen        | AB       | Ariel Mosór          |
| 3   | Serbien      | AB       | Milan Rundić         |
| 4   | Griechenland | AB       | Stratos Swarnas      |
| 5   | Schweden     | MF       | Gustav Berggren      |
| 7   | Kroatien     | MF       | Fran Tudor           |
| 8   | Polen        | MF       | Ben Lederman         |
| 9   | Polen        | ST       | Patryk Makuch        |
| 10  | Spanien      | MF       | Ivi López            |
| 12  | Slowakei     | TW       | Dušan Kuciak         |
| 14  | Serbien      | MF       | Srđan Plavšić        |
| 15  | Kolumbien    | ST       | Jesús Díaz           |
| 18  | Norwegen     | ST       | Jonatan Braut Brunes |
| 19  | Polen        | MF       | Michael Ameyaw       |
| 20  | Polen        | MF       | Jean Carlos          |
| 21  | Polen        | MF       | Dawid Drachal        |

| Nr. |              | Position | Name                |
| --- | ------------ | -------- | ------------------- |
| 23  | Ungarn       | MF       | Péter Baráth        |
| 24  | Kroatien     | AB       | Zoran Arsenić       |
| 25  | Rumänien     | MF       | Bogdan Racovițan    |
| 26  | Kenia        | MF       | Eric Otieno         |
| 27  | Polen        | MF       | Kacper Nowakowski   |
| 29  | Finnland     | MF       | David Ezeh          |
| 30  | Ukraine      | MF       | Władysław Koczerhin |
| 33  | Polen        | MF       | Kamil Pestka        |
| 47  | Polen        | MF       | Antoni Burkiewicz   |
| 55  | Polen        | MF       | Szymon Czyz         |
| 77  | Polen        | MF       | Tobiasz Mras        |
| 84  | Brasilien    | MF       | Adriano Amorim      |
| 88  | Kroatien     | AB       | Matej Rodin         |
| 91  | Polen        | ST       | Tomasz Walczak      |
| 97  | Griechenland | MF       | Lazaros Lamprou     |

## Bekannte ehemalige Spieler
- Jakub Błaszczykowski – 54 Länderspiele / 10 Tore für Polen
- Jerzy Brzęczek – 42 Länderspiele / 4 Tore für Polen
- Adam Fedoruk – 18 Länderspiele / 1 Tor für Polen
- Maciej Gajos – 0 Länderspiele / 0 Tore für Polen
- Shingayi Kaondera – 18 Länderspiele / 5 Tore für Simbabwe
- Tomasz Kiełbowicz – 9 Länderspiele / 0 Tore für Polen
- Jacek Krzynówek – 96 Länderspiele / 15 Tore für Polen
- Hubert Pala – 3 Länderspiele / 0 Tore für Polen
- Paweł Skrzypek – 10 Länderspiele / 0 Tore für Polen
- Mateusz Zachara – 2 Länderspiele / 0 Tore für Polen